# Marianne Lenard
Rosa Marianne Lenard, född 8 augusti 1910 i Norrsunda, Stockholms län, död 29 september 1999 i Solna församling,  var en svensk skådespelare.
Lenard var även verksam på teatrarna. Hon spelade kammarjungfrun Elise i det franska lustspelet Timmen H på Komediteatern 1937 mot bland andra Ingrid Bergman. Lenard är begravd på Skogskyrkogården i Stockholm.

## Filmografi
- 1933 – Giftasvuxna döttrar
- 1934 – Sången till henne
- 1934 – Pettersson - Sverige
- 1934 – Fasters millioner
- 1936 – På Solsidan
- 1936 – Kungen kommer
- 1936 – 33.333
- 1938 – Med folket för fosterlandet
- 1939 – Filmen om Emelie Högqvist
- 1939 – Landstormens lilla Lotta
- 1939 – Kadettkamrater
- 1940 – Juninatten
- 1940 – En, men ett lejon!
- 1941 – Hem från Babylon
- 1941 – Gentlemannagangstern
- 1942 – Det är min musik
- 1943 – Natt i hamn
- 1943 – Det brinner en eld

## Teater

### Roller
| År   | Roll            | Produktion                                                            | Regi               | Teater                   |
| ---- | --------------- | --------------------------------------------------------------------- | ------------------ | ------------------------ |
| 1936 | Medverkande     | Härmed hava vi nöjet, revy Kar de Mumma, Karl-Ewert och Alf Henrikson | Harry Roeck-Hansen | Turné                    |
| 1937 | Elise           | Timmen H Pierre Chaine                                                | Ernst Eklund       | Komediteatern            |
| 1941 | Den mörka Damen | En spöksonat August Strindberg                                        | Ingmar Bergman     | Medborgarteatern         |
| 1941 | Oberon          | En midsommarnattsdröm William Shakespeare                             | Ingmar Bergman     | Sagoteatern              |
| 1941 | Sibylla         | Fågel blå Zacharias Topelius                                          | Ingmar Bergman     | Sagoteatern              |
| 1942 | Den Syndiga     | Kaspers död Ingmar Bergman                                            | Ingmar Bergman     | Stockholms studentteater |
| 1943 | Kaptenskan      | U39 Rudolf Värnlund                                                   | Ingmar Bergman     | Dramatikerstudion        |
| 1943 | Birgit Römer    | Geografi och kärlek Bjørnstjerne Bjørnson                             | Ingmar Bergman     | Folkparksturné           |
| 1947 | Lady Stutfield  | Solfjädern Oscar Wilde                                                | Martha Lundholm    | Vasateatern              |